# ایران در چهار کهکشان ارتباطی
ایران در چهار کهکشان ارتباطی نوشته مهدی محسنیان راد کتابی است که تاریخ ارتباطات ایران را به صورت جامع بیان کرده و همچنین نظریه جدیدی را معرفی کرده و ثابت می‌کند که ایران به جای سه کهکشان مورد بحث مک لوهان از چهار کهکشان ارتباطی برخوردار است. مقدمه این کتاب توسط کاظم معتمدنژاد نوشته شده. 
این کتاب توسط انتشارات سروش، در ۳ جلد و بالغ بر ۲۰۰۰ صفحه منتشر شده و بارها تجدید چاپ گردیده‌است.